# 垣内玄蔵
垣内 玄蔵（かきうち げんぞう）は幕末紀州の豪商、僧侶。栖原垣内家本家第10代、紀州藩地士。摂津国浄土寺に出家し、栖原三敬院に隠遁した。

## 生涯
寛政6年（1794年）3月9日栖原垣内家新家垣内淡斎（孝友）の長男として生まれ、本家の伯父垣内忠質（茗渓）の養子となった。幼名は熊吉で、後に弥一郎、長じて太郎兵衛と称した。家業を顧みず、医書を収集して医者の閲覧に供し、紀州藩から地士に取り立てられた。文政8年（1825年）3月13日弟菊池海荘と藩に呼び出され、度々上納していた冥加金の見返りに苗字帯刀を許された。同年12月にも会計方から献金を命じられて200両を上納し、藩御用達を名乗った。文政12年（1829年）3月8日2人扶持を賜った。
ある時、音信不通の遠戚を探しに祖地河内国垣内村を訪れたが、寺や古老に尋ねても跡形なく、松の下で箏曲「流水」を演奏して帰宅し、出家を発意したという。真言宗に帰依し、屋敷の東に転居し、在家のまま受戒して三敬庵と号し、観音像・諸天像を安置して念仏に励んだ。39歳の時、忠質の許可の下、末弟垣内惟聡に家督を譲り、摂津国住吉郡大陵寺村浄土寺に入って伽藍を修復し、仁和寺法親王に法印の号と紫金袈裟を賜った。
数年後惟聡が病気に罹り、親族に呼び戻されて還俗したが、幕政改革による物価の急落、房総漁業の不漁により家業が傾いたため、江戸本店に急行して5箇所の土地を売却し、負債を清算し、番頭松田弥吉を小谷定吉に交代させた。この時家宝も売却しようとしたが、定吉に諌められた。
店を定吉に任せて帰郷すると、栖原北山滝谷に小屋を建てて三敬院（三敬庵）と号し、泉から水を引いて池を造成し、紅蓮・白蓮を植え、毎日念仏に励んだ。高野山宗徒の推薦で権大僧正に叙され、剃髪して紫衣を着用した。安政初年、弟垣内保定の農兵事業に対し、薙刀300本、鉄砲50筒を提供した。
惟聡に子がなかったため、親族・番頭との協議により海荘第2孫菊池晩香（武貞）を跡継ぎとした。慶応3年（1867年）11月病気に罹ると、武貞に伝家の系図・古記録・宝刀を託し、12月2日夜端座合掌しながら入寂し、施無畏寺に葬られ、慶応4年（1868年）8月石田冷雲撰の墓碑が建てられた。

## 人物
和歌・薙刀・箏・料理を好んだ。2人の弟と対照的に質素な生活を送り、裏庭に芋を植え、池に家鴨を飼い、その親芋と卵を料理したものを好物とした。
江戸深川佐賀町に小屋を購入し、2つしかない部屋に仏像と尿瓶のみを置いていた。ある晩、客を招いて曲を演奏しようとしたが、部屋に入り切らなかったため、軒下で曲を披露した。通りがかりの酔っぱらいに絡まれたが、音調を乱さず演奏し続けたところ、遂に酔っぱらいは居住まいを正し、夜遅くまで聴き入ったという。

## 家族
天文21年（1552年）垣内武行が興した栖原垣内家の一族。第3代垣内兼次が常陸・房総での遠洋漁業に進出し、第9代垣内茗渓が江戸本店を深川西永代町に移設した。
- 父：垣内淡斎（孝友） - 本家第9代垣内忠質（茗渓）弟[12]。
- 母：孝 – 有田郡滝川原村旧家、宮原次兵衛娘[13]。安永4年（1775年）生。剃髪して孝寿と号した。安政2年（1855年）11月6日死去し、施無畏寺に葬られた[14]。
- 弟：菊池海荘（保定）
- 姉妹：鶴 - 垣内白沙（八郎兵衛、貞）妻[11]。
- 弟・養子：垣内惟聡（烱遠） - 本家11代[2]。
- 養父：垣内忠質（茗渓）
- 養母：妙了 - 湯浅村谷輪与右衛門娘[15]。
- 妻：徳（妙奏） - 本家第7代垣内了順外孫、妻木通浄娘[15]。安政4年（1857年）6月29日62歳で病没[16]。
- 嫡孫：貞楠 - 姪孫左衛門某次男[4]。